# Hélverte Moreira
Hélverte Moreira Ferreira (Pará de Minas, 17 de junho de 1981) é um jornalista e apresentador brasileiro.

## Biografia e carreira
Hélverte Moreira Ferreira nasceu na cidade de Pará de Minas, Minas Gerais em 17 de junho de 1981. É formado em Publicidade e Propaganda e Jornalismo pela Faculdades Integradas do Oeste de Minas (FADOM) de Divinópolis desde 2007. Começou sua carreira artística na emissora educativa TVI (TV Integração) em Pará de Minas apresentando o Jornal Integração e o programa musical Tribal, além de ter trabalhado na RádioEspacial FM. Após alguns anos na emissora, ele acabou sendo contratado pela TV Alterosa de Divinópolis para ser apresentador do programa Balaio e logo depois do telejornal Jornal da Alterosa 1ª edição.[carece de fontes?]
Em 2010, foi contratado pela TV Record Minas para fazer reportagens para a versão local do Balanço Geral, apresentado por Mauro Tramonte. No segundo mês ele chegou a apresentar o programa. Em outubro do mesmo ano, ele estreou como repórter da versão local do Hoje em Dia, apresentado por André Vasconcelos e Natália Guimarães. No programa também fez reportagens para o quadro "Gente de Primeira" junto com a colega de trabalho Patrícia Gomes. Em fevereiro de 2011, Hélverte cobriu as férias de André Vasconcelos, até a direção do programa anunciar Eduardo Schechtel como apresentador definitivo da atração.
Na Record Minas, ele ainda apresentou o MG no Ar, MG Record e o Record Notícias. Em 2013, estreou o Direto da Redação junto com Raquel Rocha.
Fez reportagens para o Jornal da Record, Fala Brasil e o Domingo Espetacular, além de ter participado de programas da Record News.
Porém, ganhou maior visibilidade no programa Cidade Alerta, na época apresentado pelo Marcelo Rezende, com entradas ao vivo, e reportagens.
Em 31 de maio de 2016, Hélverte estreou como apresentador da versão local do Cidade Alerta. O programa em apenas uma semana de exibição, conseguiu aumentar o share do canal em 20%, ocupando a segunda posição da audiência na Grande Belo Horizonte, segundo dados da Kantar. Esta é a segunda versão regional do programa, que foi transmitido pela primeira vez em 2003 apresentado por Tom Paixão.

## Vida pessoal
Em 8 de novembro de 2012, ele recebeu a medalha Mérito Legislativo 2012 no Expominas.
Desde 2013 começou a namorar Paula Abranches, e em 2015 pediu a repórter em casamento no programa Balanço Geral Minas.